# Futbol a Gabon
El futbol és l'esport més popular al Gabon i és dirigit per la Federació Gabonesa de Futbol.

## Competicions

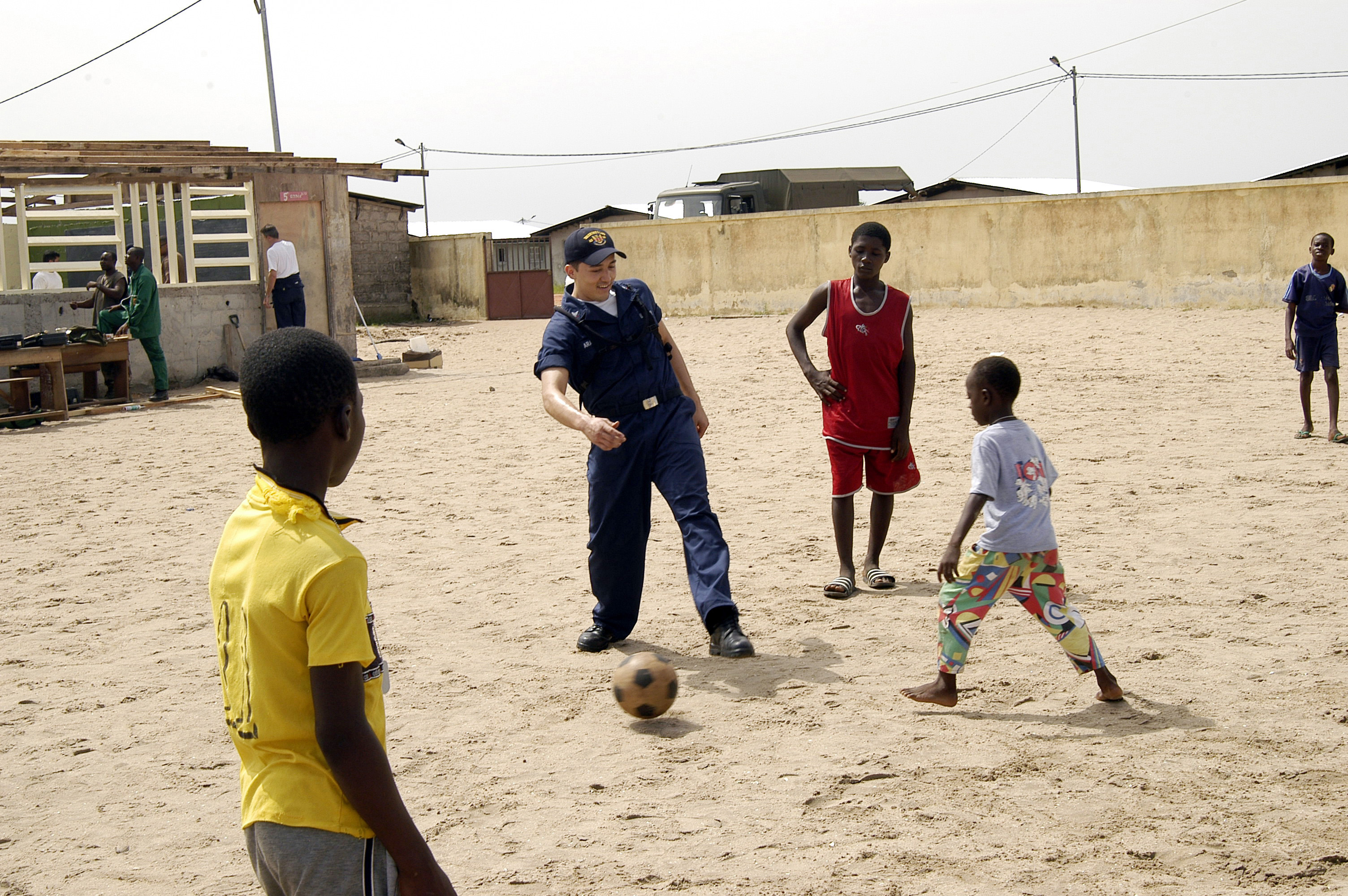
Futbol al carrer al Gabon.

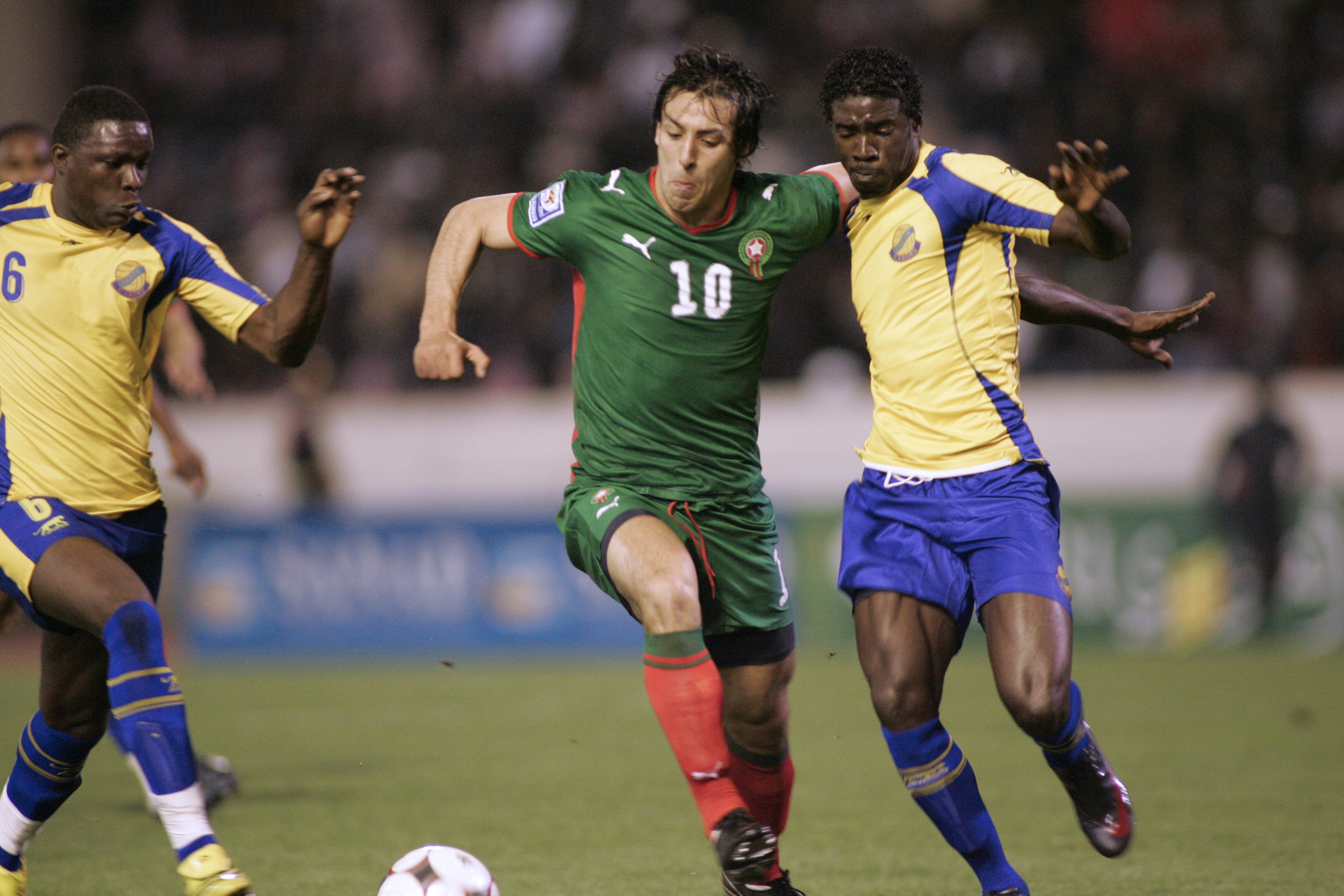
Imatge d'un partit entre Gabon i el Marroc el 2009.

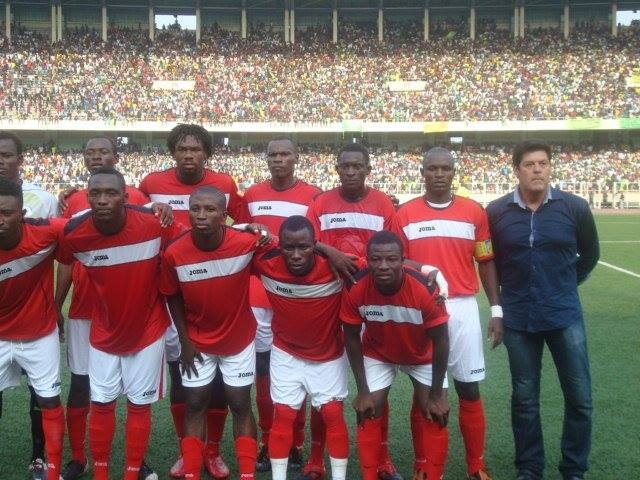
Missile FC.

- Lligues:
  - Lliga gabonesa de futbol

- Copes:
  - Copa gabonesa de futbol
  - Supercopa gabonesa de futbol

## Principals clubs
Clubs amb més títols nacionals a 2019.
- Association Sportive MangaSport
- Football Canon 105 de Libreville
- Union Sportive O'Mbila Nziami Libreville
- Association Sportive Sogara
- Union Sportive Bitam
- Centre de Formation de Mounana
- Mbilinga Football Club
- En Avant Estuaire FC
- AO Cercle Mbérie Sportif
- Missile Football Club

## Jugadors destacats
Fonts:
Des de 1990
- François Amégasse
- Pierre-François Aubameyang
- Étienne Kassa Ngoma
- Francis Koumba
- Brice Mackaya
- Germain Mendome
- Jean-Martin Mouloungui
- Guy Roger Nzamba
- Théodore Nzué Nguema
- Valéry Ondo

Des de 2000
- André Biyogo Poko
- Daniel Cousin
- Cédric Moubamba
- Éric Mouloungui
- Rodrigue Moundounga
- Bruno Zita Mbanangoyé

Des de 2010
- Pierre Emerick Aubameyang
- Bruno Ecuélé Manga
- Malick Evouna
- Guélor Kanga
- Lévy Madinda
- Didier Ovono
- Lloyd Palun

## Principals estadis
| # | Estadi                | Capacitat | Ciutat      |
| - | --------------------- | --------- | ----------- |
| 1 | Estadi d'Angondjé     | 40.000    | Libreville  |
| 1 | Estadi Omar Bongo     | 40.000    | Libreville  |
| 1 | Estadi de Franceville | 22.000    | Franceville |
| 1 | Estadi d'Oyem         | 20.500    | Oyem        |
| 1 | Estadi de Port-Gentil | 20.000    | Port-Gentil |